# Robert Rufus Bridgers
Robert Rufus Bridgers (* 28. November 1819 in Tarboro, North Carolina; † 10. Dezember 1888 in Columbia, South Carolina) war ein US-amerikanischer Jurist, Eisenbahnbeamter und konföderierter Politiker. Er gehörte der Demokratischen Partei an. Der Colonel John Luther Bridgers senior (1821–1884) war sein Bruder.

## Werdegang
Robert Rufus Bridgers, ältester Sohn von Elizabeth Kettlewells Routh und John Bridgers, wurde ungefähr vier Jahre nach dem Ende des Britisch-Amerikanischen Krieges auf einer Farm im Edgecombe County geboren. Er besuchte die Town Creek Academy, die von dem Baptistenprediger Elder Mark Bennett 1834 gegründet und geleitet wurde, scheiterte dabei und wurde im Alter von 14 Jahren zurück an die Arbeit auf der Farm geschickt.
Zwei Jahre später ging er auf die Stony Hill Academy in Nash County. 1841 graduierte er an der University of North Carolina mit Auszeichnung und hielt eine Ansprache vor Universitätsabsolventen auf die Rechtswissenschaft. Seine Studienzeit war von der Wirtschaftskrise von 1837 überschattet. Zeit seines Lebens blieb er ein treuer Freund und Förderer der Universität. Als die Ehemaligenvereinigung 1843 gegründet wurde, zählte er zu den Gründungsmitgliedern. Er war ein häufiger Spender an die Universität und ein University Trustee zwischen 1858 und 1868 aus dem Edgecombe County und zwischen 1879 und 1888 aus dem New Hanover County.
Bridgers begann in Tarboro als Anwalt zu praktizieren, betätigte sich aber auch bald in der Wirtschaft und Politik. Er vertrat 1844 sowie von 1856 bis 1860 das Edgecombe County im Repräsentantenhaus von North Carolina. Sein großes Interesse für die Landwirtschaft bewog ihn dazu ausgedehnte Ländereien im Edgecombe County und Halifax County sowie in Florida zu erwerben. Am 11. Dezember 1849 heiratete er Margaret Elizabeth Johnston (1832–1907), Tochter von Emily Norfleet und Henry Johnston aus Tarboro. Das Paar bekam neun Kinder: Emily (1851–1940), Henry (1852–1872), Robert Rufus II. (1854–1901), Preston Louis (1856–1902), Mark (1859–1875), Luther (1861–1883), George Jones (1868–1912), Mary (1871–1910) und Frank Walters (1874–1897). Margaret und Robert waren Episkopalisten und bedeutende Spender an die Calvary Church in Tarboro und an die St. James Church in Wilmington (New Hanover County). Bridgers war ein Mitbegründer der Filiale der Bank of North Carolina in Tarboro und 1859 ihr erster Präsident – ein Posten, den er bis 1865 innehatte, als die Bank gezwungen war zu schließen. Er war auch maßgeblich am Bau der Tarboro-Abzweigung von der Wilmington and Weldon Railroad beteiligt und wurde 1865 deren Präsident. 1860 nahm er als Delegierter an der Democratic National Convention in Charleston teil.
Er wurde oft als Colonel angerufen, jedoch finden sich keine seinen Dienst betreffenden militärischen Aufzeichnungen während des Bürgerkrieges. Sein schlechter Gesundheitszustand schloss solch einen Dienst aus. Allerdings war sein Beitrag für die Konföderierten Staaten erheblich. Bridgers war zwischen 1862 und 1865 sowohl im ersten als auch im zweiten Konföderiertenkongress tätig, wo er den zweiten Wahlbezirk von North Carolina vertrat. Während dieser Zeit saß er im Military Affairs Committee und Special Finance Committee. Ferner betrieb er die Eisenschmelzöfen in High Shoals (Gaston County), die zweitwichtigsten im Süden für die Produktion von Nägeln und gewalztes Material.
Um 1871 zog die Familie Bridgers nach Wilmington, da er Präsident der Wilmington and Weldon Railroad und der Wilmington, Columbia and Augusta Railroad wurde. Die Liebe zum Detail und eine sorgfältige Kenntnis des Bauingenieurwesens dienten ihm gut dabei. Unter seiner Führung kam es zu einem Zusammenschluss von Eisenbahnlinien unter dem Namen Atlantic Coast Line. Die Eisenbahngesellschaft dieses Namens wurde allerdings erst mehrere Jahre nach seinem Tod gegründet. Er war ein glühender Befürworter der Vereinheitlichung der Uhrzeit. In diesem Zusammenhang war er Präsident der Southern Railways Time Convention. Bridgers erlitt 1888 in Columbia (Richland County) einen tödlichen Schlaganfall während er Eisenbahnangelegenheiten vor der South Carolina Legislative bescheinigte. Sowohl er als auch seine Ehefrau wurden auf dem Oakdale Cemetery in Wilmington beigesetzt.

## Ehrungen
Ein Porträt von Robert Rufus Bridgers hängt in der Philanthropic Society der University of North Carolina at Chapel Hill und ein anderes im White House of the Confederacy in Richmond (Virginia).